# 拉茨韦勒
拉茨韦勒是德国莱茵兰-普法尔茨州的一个市镇。总面积4.23平方公里，总人口164人，其中男性77人，女性87人（2011年12月31日），人口密度39人/平方公里。